# Стахов Олексій Петрович
Стахов Олексій Петрович рос. Алексей Петрович Стахов, укр. Олексій Петрович Стахов) (нар. 7 травня 1939, станція Партизани, Херсонська область, УРСР) — український вчений-математик, винахідник та інженер, доктор наук (1972), професор (1974). Він відомий завдяки внеску у теорію чисел Фібоначчі та золотого перетину й їх застосування в інформатиці та теорії вимірювань і технології.

## Біографія
Олексій Стахов народився 7 травня 1939 року в Партизанах Херсонської області, УРСР.
1956 року він завершив навчання у Рівненській сільській середній школі і вступив до Київського політехнічного інституту на гірничий факультет.
1959 року його перевели на радіотехнічний факультет Харківського авіаційного інституту.
Після завершення навчання він два роки обіймав посаду інженера у Харківському бюро проектування електричних приладів (нині «Хартрон»), де працював над розробкою та виробництвом автоматичних систем управління ракетами та космічними кораблями.
Згодом він працював на посаді викладача у низці університетів Росії та України, а саме:
- Харківський інститут радіоелектроніки,
- Таганрозький радіотехнічний інститут,
- Вінницький технічний університет [Архівовано 16 червня 2016 у Wayback Machine.],
- Вінницький аграрний університет[недоступне посилання з жовтня 2019];
- Вінницький педагогічний університет.

Також на запрошення іноземних закладів вищої освіти читав лекції за кордоном в Австрії, Німеччині, Лівії, Мозамбіку.
З 2004 року до сьогодні проживає та працює у Канаді.

## Життєвий шлях
У період з 1968 по 1970 рік він обіймав посаду декана факультету обчислювальної техніки Харківського інституту радіоелектроніки.
З 1971 по 1977 роки він працював на посаді завідувача кафедри інформаційно-вимірювальної техніки Таганрозького радіотехнічного інституту.
Згодом він до 1988 року був завідувачем кафедри комп'ютерної інженерії у Вінницькому політехнічному інституті. І, паралельно з цією посадою, з 1986 по 1989 рік працював директором Спеціального конструкторсько-технологічного бюро «Модуль» при інституті.
У період з 1989 до 2004 року він був спочатку завідувачем кафедр прикладної математики та обчислювальних і систем Вінницького технічного університету, а згодом (з 1997 року) — комп'ютерних наук Вінницького державного аграрного університету.
З 2003 року Президент Міжнародного клубу Золотої секції [Архівовано 1 вересня 2019 у Wayback Machine.], а з 2005 року — директор Інституту Золотого Секції Академії Тринітаризму [Архівовано 24 серпня 2019 у Wayback Machine.] (Росія) та є членом Наукового товариства імені Шевченка в Канаді.
Також він у 1992 році був натхненником створення званої «Слов'янської золотої групи» та науковим керівником Міжнародного конгресу з математики гармонії, що відбувся в Одесі у 2010 році.

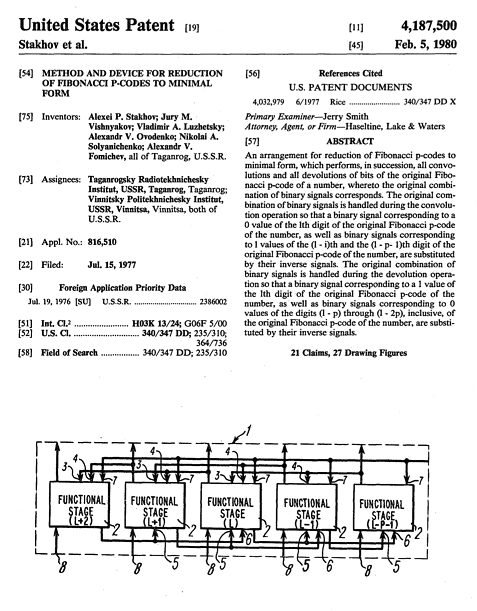
Патент на p -код мінімальної форми Фібоначчі

## Міжнародна діяльність
Олексій Стахов працював запрошеним викладачем у таких університетах:
- Віденський технічний університет (Австрія, 1976);
- Єнський університет імені Фрідріха Шиллера (Німеччина, 1986);
- Дрезденський технічний університет (Німеччина, 1988);
- Університет Аль-Фатех (Триполі, Лівія, 1995—1997);
- Університет Едуардо Мондлена (Мапуту, Мозамбік, 1998—2000).

## Відзнаки та нагороди
- Відзнака за краще наукове видання Міністерства освіти і науки УРСР (1980)
- Пам'ятна медаль Баркхаузена (Дрезденський технічний університет, 1988)
- Професор Емертус Таганрозького університету радіотехніки (2004)
- Почесне звання «Лицар мистецтв і наук» (Російська академія природничих наук, 2009)
- Почесне звання «Доктор сакральної геометрії з математики»(Американське товариство Золотого перерізу, 2010)

## Наукові публікації

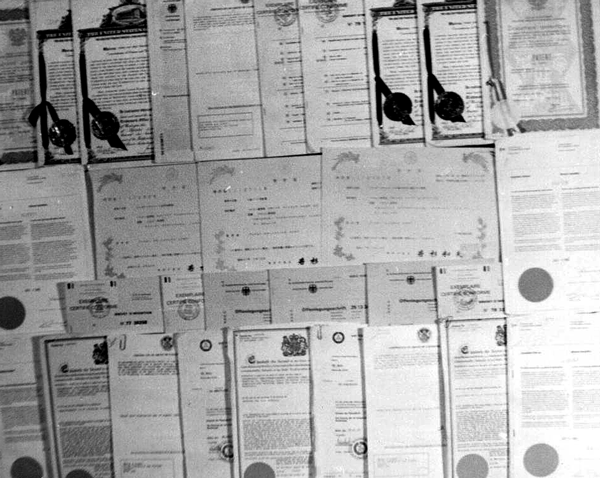
Міжнародні патенти О. Стахова

Олексій Стахов є автором 500 публікацій, 14 монографій та 65 міжнародних патентів, 130 свідоцтв на винахід в СРСР. У період з 2004 по 2012 публікувався у таких міжнародних журналах як:
- Хаос;
- Солітони та фрактали;
- Прикладна математика;[6]
- Дугова комбінаторія;
- Візуальна математика[7] та інших.

Серед праць слід виділити:
1. Стахов О. П. Вступ в алгоритмічну теорію вимірювань. — М., «Радянське радіо», 1977. — 288 с.
2. Стахов О. П. Алгоритмічна теорія вимірювань. // Нове у житті, науці та техніці. Серія «Математика, кібернетика». — М.: «Знання», 1979, 64 с.
3. Стахов О. П. Коди Золотої пропорції. — М.: Радіо і зв'язок, 1984. — 152 с.
4. Стахов О. П. Алгоритмічна теорія вимірювань та основи комп'ютерної арифметики. Журнал "Вимірювання. Контроль. Автоматизація ", 1981.
5. Стахов О. П. Золотий перетин в теорії вимірювання. // Комп'ютери та математика з додатками. — 1989, Vol. 17, № 4–6. — С. 613—638.
6. Стахов О. П. Золотий перетин та математика сучасної гармонії. Застосування чисел Фібоначчі. — Kluwer Academic Publishers, 1998.
7. Стахов О. П. Бросенцовський потрійний принцип, система числення Бергмана та потрійна дзеркально-симетрична арифметика. // Комп'ютерний журнал (Британське комп'ютерне товариство), 2002.
8. Стахов О. П. Узагальнений золотий перетин та новий підхід до геометричного визначення числа. // Український математичний журнал, 2004.
9. Стахов О. П., Слученкова А. А., Щербаков І. Г. Код Да Вінчі та серія Фібоначчі. — СПб.: Пітер, 2006. — 320 с.
10. Стахов О. П. Золоте співвідношення, сакральна геометрія та математика гармонії. Книга "Метафізика. Століття XXI «. — М., БІНОМ, 2006. — С.174–215.
11. Стахов О. П. Три „ключові“ проблеми математики на етапі її зародження та математика гармонії як альтернативний напрям розвитку математики. // „Тоталогія-XXI“. — Національна академія наук України, 2007. — С. 274—323.
12. Стахов А. П. Математика гармонії». Від Евкліда до сучасної математики та інформатики. — Міжнародний видавець «World Scientific» (Нью-Джерсі, Лондон, Сінгапур, Пекін, Шанхай, Гонконг, Тайбей, Ченнаї), 2009. — С. 748[8],[9]
13. Стахов О., Арансон С. Гіперболічні функції Фібоначчі та Лукаса, «Золота» гоніометрія Фібоначчі, Геометрія Боднара та четверта проблема Гільберта. // Прикладна математика, 2011, 1 (січень), 2 (лютий), 3 (березень)
14. Стахов А. П. Математика гармонії: від Евкліда до сучасної математики та інформатики. // Електронний журнал «NAUKOVEDENIE». — Т. 4, 2012. — С. 105.